# Redención de penas por el trabajo
La redención de penas por el trabajo fue el sistema ideado por la dictadura de Francisco Franco para solventar el problema de saturación de las prisiones y a la vez disponer de mano de obra barata que realizara principalmente trabajos destinados a la construcción de infraestructuras o a la reparación de aquellas dañadas en la guerra civil española. A través del trabajo, el preso reducía hasta una tercera parte su condena en prisión y además obtenía unos pequeños ingresos.
Todos los reclusos que mantuvieran una buena conducta y no hubieran intentado quebrantar la condena podían acogerse a la Redención de penas por el trabajo.  En caso contrario el recluso tenía que cumplir la condena íntegra. Por buena conducta se entendía también la disposición del reo a asumir los principios del régimen, por lo que la redención se concedía mayoritariamente a los presos menos politizados, con penas menores o con contactos dentro del régimen. Durante la mayor parte de la vigencia del sistema, la redención consistió en un día de pena redimida por cada dos días trabajados, pero en los años inmediatamente posteriores a la guerra fue al revés: redención de dos días de condena por cada día trabajado.
Los penados solían estar adscritos a los Batallones de Trabajo y del salario que recibían la empresa a la que estaban destinados se quedaba el 75% en concepto de «manutención y alojamiento» y el resto iba a sus familias, que en muchas ocasiones era el único ingreso que tenían. Importantes empresas de la construcción, obras públicas y minería (como Banús, Dragados, Duro Felguera, Marroquín, Molán, San Román, etc.) obtuvieron grandes beneficios gracias al uso del trabajo forzado de los presos, en su mayoría presos políticos.
El historiador Francisco Moreno Gómez ha asimilado la Redención de penas por el trabajo a la condena a galeras de la Antigüedad. «Bajo la forma hipócrita de redención de penas se dio una indudable explotación del trabajo de los derrotados de 1939», ha escrito. Una valoración que comparten otros historiadores como Julián Casanova, Gutmaro Gómez Bravo o Javier Rodrigo. Según Casanova fue «un excelente medio de proporcionar mano de obra barata a muchas empresas y al propio estado». Por su parte, Gómez Bravo considera que los presos que participaron de la redención de penas no lo hicieron "voluntariamente" sino coaccionados por todo el entramado represivo que se llevó a cabo en las prisiones españolas para su reeducación política y religiosa. Por último, Javier Rodrigo lo considera también un sistema de «explotación laboral» y de «trabajo forzado de los presos políticos». Santiago Vega Sombría también lo considera un sistema de «explotación de los penados». «Se ponía al servicio del estado y de los particulares una ingente masa de trabajadores con un sueldo ínfimo y sin posibilidad de reivindicar ninguna de las condiciones laborales. El estado recibía además un dinero que le servía para sufragar el sistema penitenciario», afirma.

## Antecedentes
Hasta el establecimiento de la redención de penas por el trabajo, sólo trabajaron fuera de las cárceles en destacamentos penales bajo la vigilancia de un funcionario los detenidos gubernativos, ya que no estaban sometidos a ningún procedimiento penal. Se utilizaron en la reparación de edificios y en la realización de obras públicas, especialmente las que tenían una utilidad militar.
El primer paso para que trabajaran en el exterior también los presos políticos condenados o preventivos («los prisioneros de guerra y presos por delitos no comunes») fue la promulgación del Decreto 181 de 1937 en cuyo preámbulo se decía lo siguiente:

El derecho al trabajo que tienen todos los españoles, como principio básico... punto 15 del programa de FET-JONS, no ha de ser regateado por el nuevo estado a los prisioneros y presos rojos, en cuanto no se oponga... a la vigilancia que merecen quienes olvidaron los más elementales deberes de patriotismo... que puedan sustentarse por su propio esfuerzo, que presten el auxilio debido a su familia y que no se constituyan en peso muerto sobre el erario público. Tal derecho viene presidido por la idea de derecho función o derecho deber y, en lo preciso, de derecho obligación.

El historiador Santiago Vega Sombría analiza así este preámbulo: «Se les ofrece a los presos rojos, en una muestra de caridad cristiana. Eso sí, sin descuidar la vigilancia necesaria a los que se olvidaron de ser patriotas. El objetivo que plantea después continúa la línea cristiana y apunta la idea redentora que cristaliza con el sistema de Redención de Penas: que los presos contribuyan al sustento de sus familias. Pero, en lugar de liberarlos para que ayuden mejor a sus familias, los mantiene sujetos, encarcelados y explotados económicamente. Que no se constituyan en peso muerto sobre el erario público, aborda uno de los objetivos más importantes, el más material, es decir, que los presos no le "cuesten dinero" al nuevo estado... El remate final no es menos jugoso: el derecho al trabajo se convierte en derecho obligación. A los presos no les queda más remedio que ponerse a trabajar en las estrictas condiciones que marca la dictadura, que los lleva y los trae a las obras que precisa, cuando y como quiere».

## Características
La idea de la redención de penas por el trabajo se le ocurrió al jesuita José Agustín Pérez del Pulgar en 1938, en plena guerra, y se concretó el 7 de octubre de ese año con el decreto promulgado por el general Franco de constitución del Patronato Central de Redención de Penas, en el que se decía que su finalidad era «el mejoramiento espiritual de las familias de los presos y de estos mismos» mediante «la ingente labor de arrancar de los presos y de sus familiares el veneno de las ideas de odio y antipatria». En La solución que España da al problema de sus presos políticos, publicado en 1939, Pérez del Pulgar justificaba así la redención de penas por el trabajo: «Es muy justo que los presos contribuyan con su trabajo a la reparación de los daños a que contribuyeron con su cooperación a la rebelión marxista», que sea el penado el que trabaje por el obrero libre, «que se supone que no ha delinquido contra el Estado y contra la sociedad..., ayudando a reconstruir lo que con su rebelión contribuyó a destruir. [...] No es posible, sin tomar precauciones, devolver a la sociedad, o como si dijéramos, a la circulación social, elementos dañados, pervertidos, envenenados política y moralmente, porque su reingreso en la comunidad libre y normal de los españoles, sin más ni más, representaría un peligro de corrupción y de contagio para todos, al par que el fracaso histórico de la victoria alcanzada a costa de tanto sacrificio».
Según Moreno Gómez, «la creación del Patronato era la 'santificación' del invento, ya que junto al gran objetivo de la explotación de mano de obra barata o gratuita estaba el objetivo religioso: la mejora espiritual y política de los presos (la extirpación de las ideas marxistas en favor de las ideas católicas). Una indudable labor de represión ideológica que recomendada a la Iglesia». Sobre esto último Moreno Gómez recuerda que los presos «desafectos irrecuperables», como los masones y los comunistas, estaban excluidos del sistema de redención de penas. La valoración de Moreno Gómez es compartida por Santiago Vega Sombría: «En una muestra más de la perfecta unión de la política franquista con la doctrina espiritual de la Iglesia Católica, [el decreto de creación del Patronato] establecía: "el auxilio material relacionado con el procurar el mejoramiento espirtual y político de las familias de los presos y de estos mismos"».
El propio Generalísimo Franco expuso en su mensaje de Fin de Año de 1939 el papel esencial que le concedía a la redención de penas por el trabajo en su política sobre los vencidos, que ligaba al arrepentimiento y a la penitencia, y que no contemplaba ni la amnistía, ni la reconciliación:

Es preciso liquidar los odios y pasiones de nuestra pasada guerra, pero no al estilo liberal, con sus monstruosas y suicidas amnistías, que encierran más de estafa que de perdón, sino por la redención de la pena por el trabajo, con el arrepentimiento y con la penitencia; quien otra cosa piense, o peca de inconsciencia o de traición. Son tantos los daños ocasionados a la Patria, tan graves los estragos causados en la familias y en la moral, tantas las víctimas que demandan justicia, que ningún español honrado, ningún ser consciente puede apartarse de estos penosos deberes.

El sistema de redención de penas entró en vigor al final de la guerra civil española, se mantuvo durante todo el régimen franquista y el principio de la democracia. La Redención de penas por el trabajo se convirtió en uno de los elementos esenciales y definitorios del sistema penitenciario español. A partir de 1948 el Reglamento de Prisiones modificó su terminología y redacción para hacerlo homologable a los existentes en países democráticos. De esta manera, el término "redención", con clara retórica religiosa, se sustituyó por el de "regeneración", más aséptico y técnico, donde se consideraba al delincuente como una persona susceptible de regeneración.
Los trabajos que cualificaban para la redención de penas se fueron extendiendo también a otras actividades, como las realizadas en los talleres de la prisión, labores de limpieza y mantenimiento o toda clase de actividades culturales, artísticas o de instrucción elemental, dentro del contexto de proselitismo y adoctrinamiento existente en las cárceles franquistas. En el caso de la construcción o reparación de infraestructuras, los presos eran asignados a las empresas adjudicatarias, las cuales pagaban a la jefatura del Servicio Nacional de Prisiones el salario íntegro que regía en la localidad correspondiente para los trabajadores libres. Este organismo, dependiente del Ministerio de Justicia, aunque muy influido por los militares, asignaba parte de ese salario al preso y a su familia, e ingresaba el resto a la Hacienda Pública. 
La redención de penas, según proclamaba el régimen de Franco, aportaba al preso varios beneficios: reducción del tiempo de condena, dignificación personal, ayuda a la familia ausente y la colaboración en el “engrandecimiento patrio”. El sentido de expiación de la pena impuesta y su carácter redentor que permitirá al recluso volver a la sociedad, le daba un sentido aflictivo y utilitarista a la pena de reclusión de “aquellos que habían destrozado España”.
La Redención de penas por el trabajo representó para el régimen franquista la perfecta simbiosis entre la regeneración espiritual y física del recluso, obteniendo el Estado, además, un beneficio. El trabajo era visto como un elemento de utilidad y como conversión del propio pecado. En este sistema penitenciario se fusionaba la idea de perdón con la de caridad cristiana, y a la vez se imponía a los presos la colaboración con un fin social reparativo. Tras esta concepción cristiana estaba la Iglesia que intentaba aportar unos tintes humanitarios al sistema penitenciario.
La redención de penas por el trabajo comenzó a aplicarse en enero de 1939 y a finales de ese año se habían acogido a ella un número poco significativo (un 4,56 %; 12.781 presos). En el otoño de 1943 se alcanzó la cifra de 44.925 presos, de los cuales 2.170 eran mujeres.

## La Redención de penas por el trabajo dentro del ordenamiento jurídico
En la Orden ministerial de 7 de octubre de 1938 se creó el Patronato de Redención de Penas por el Trabajo, estableciendo la posibilidad de redimir parte de la condena a través del trabajo y extendiendo este beneficio a los presos comunes. En esta misma Orden se recoge también que las mujeres reclusas tendrán el mismo beneficio de la redención cuando así lo permita el tipo de trabajo, junto con la posibilidad de tener talleres de labores. El día 1 de enero de 1939 comenzó la obra del Patronato, como parte integrante del sistema de justicia de Francisco Franco. El físico y jesuita español José Agustín Pérez del Pulgar (1875-1939), ideólogo del sistema de Redención de penas por el trabajo, se hizo cargo de la dirección del Patronato.
La Orden ministerial del 14 de noviembre de 1939 afirmaba que la Redención de penas por el trabajo iba a transformar la naturaleza de las prisiones, las cuales, «sin perder un ápice su carácter penitenciario ni su disciplina, se transformarían en talleres de producción y escuelas de trabajo». A finales de ese año, ya finalizada la Guerra Civil con la victoria del bando sublevado, la obra había ya dado trabajo a 12.781 reclusos.
La Orden de 30 de diciembre de 1940 estableció que los presos dispusieran de los mismos beneficios que la legislación vigente establecía para los trabajadores libres: salario y subsidio familiares, descanso (computable para la redención) y cobertura de accidentes. Finalmente, el Reglamento de Trabajo Penitenciario de 1946 estableció que la jornada de trabajo y las remuneraciones, al igual que los asuntos relativos a la seguridad, salubridad e higiene en el trabajo, se regularan según lo dispuesto en las leyes vigentes para los obreros libres.
Todo este entramado normativo sobre la reducción de las penas se consolidaría en el artículo 100 del Código Penal de 1944, acabando con la anterior etapa administrativista. A partir de este momento fue necesaria una norma con rango de ley para la modificación de la Redención de penas por el trabajo, siendo de aplicación juntamente con el beneficio de la libertad condicional.
El sistema de Redención de penas se mantuvo, con parecida redacción, en los códigos penales de los años 1963, 1973, 1983 (para aplicar el beneficio se requiere la aprobación previa del Juez de Vigilancia), y en la actualización de 1989, derogándose definitivamente en el Código Penal de 1995. Se aplicó un régimen transitorio para los penados a los que les resultasen aplicables las disposiciones anteriores.
 

## Remuneración
El Patronato Central de Redención de Penas era el que establecía el sueldo que debían cobrar los presos: dos pesetas al día (cuando en 1936 el sueldo diario solía ser de 10 pesetas). Pero de las dos pesetas sólo 50 céntimos iban al preso, pues la empresa a la que estaba asignado se quedaba con las 1,50 pesetas restantes en concepto de «manutención y alojamiento». Cuando el preso estaba casado percibía 4 pesetas y una más por cada hijo menor de quince años.
Sin embargo, el Patronato Central de Redención de Penas por el Trabajo afirmaba que las empresas le pagaban a cada preso el mismo salario que a los trabajadores libres dentro de su profesión y especialidad, que las horas extraordinarias también les eran abonadas y que se les aplicaba la misma legislación laboral que a los obreros libres.[cita requerida]

## Obras en las que trabajaron los presos acogidos a la redención de penas
El Valle de los Caídos
El Valle de los Caídos fue construido recurriendo a los presos que se habían acogido a la redención de penas por el trabajo, en su mayoría presos políticos republicanos, al menos hasta 1950.
Sin embargo, Alberto Bárcena Pérez, de la Universidad CEU San Pablo, al no considerar la redención de penas por el trabajo como una forma de trabajo forzado, como así lo afirman otros historiadores como Francisco Moreno Gómez, Julian Casanova o Gutmaro Gómez Bravo, afirma en su libro Los Presos del Valle de los Caídos (2015) que todos los trabajadores del Valle de los Caídos fueron "voluntarios", tanto los libres como los presos. También asegura que la cifra de 20.000 presos que trabajaron en la obra está muy inflada, aunque esta cifra dada por algunos historiadores se refiere al total de trabajadores que pasaron por la obra a lo largo de los años, tanto libres como presos.  
En cuanto a la siniestralidad laboral, Bárcena Pérez señala que fue sensiblemente menor a la habitual en la época.[cita requerida] En 19 años murieron entre 14 y 18 personas, algunas de ellas en accidente de tráfico o por imprudencias.[cita requerida] Durante los ocho primeros años de construcción, cuando el número de presos políticos era mayor, no hubo ninguna baja mortal. Pero algunas fuentes presenciales, como el médico preso Ángel Lausín que trabajó en la obra durante dieciocho años y examinó 14 de los 15 trabajadores muertos por accidente laboral documentados que murieron durante todo el periodo de construcción, reconoce que no sabe el número de los fallecidos por heridas graves que fueron trasladados fuera del recinto y el número de trabajadores fallecidos por contraer silicosis durante las obras.
Otras obras
La obra del Canal del Bajo Guadalquivir se llevó a cabo por presos políticos de la dictadura franquista, a "pico y pala", siguiendo ella también, como aquella del Valle de los Caídos, la política de Redención de Penas por el Trabajo, llegando a contar con 2.000 presos. A lo largo de su recorrido se jalonaban campos de trabajo como en Los Merinales, El Arenoso y La Corchuela en Dos Hermanas, asimismo los familiares también crearon poblados en Torreblanca y Valdezorras, en Sevilla, Quintillo en Dos Hermanas o El Palmar de Troya, en Utrera.
Hecho prisionero en el puerto de Alicante al finalizar la guerra, Félix Paredes (escritor), uno de los más representativos poetas anarquistas afiliado a la CNT, fue condenado a muerte junto con otros redactores de La Libertad, incluido Eduardo Haro Delage, por encontrársele “responsabilidad intelectual en la lucha política”; sin embargo, la pena le fue conmutada por el encarcelamiento. Durante su estancia en la Prisión Central de San Miguel de los Reyes, en Valencia, colaboró en el semanario Redención de la Asociación Católica Nacional de Propagandistas (ACNdP), que tenía como objetivo “purificar” a los presos políticos y exaltar al nuevo régimen franquista. Con textos publicados por los reclusos en la sección poética de Redención, el Patronato de Redención de Penas por el Trabajo celebró el primer aniversario del semanario con la publicación de una antología, Musa redimida. Poesías de los presos en la nueva España, donde llaman la atención la inclusión de dos composiciones de Paredes: “Gratitud al Caudillo” y “Marcha de Tanhauser”.

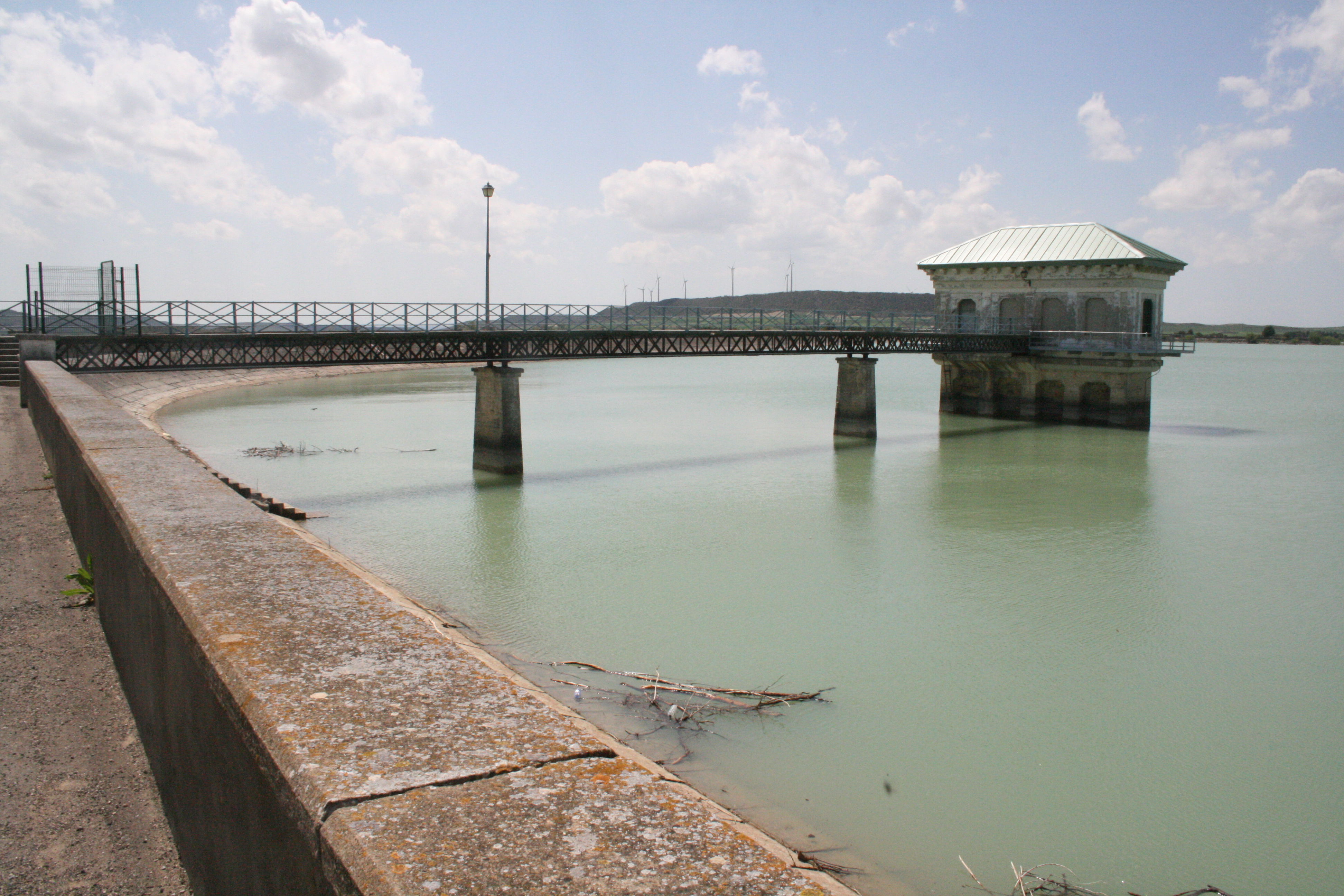
Embalse de Yesa (entre Zaragoza y Navarra) en cuya construcción trabajaron presos acogidos a la redención de penas por el trabajo.

El último tramo de la línea férrea Madrid-Burgos iniciado en la década de 1920 que unía Lozoya con Madrid-Chamartín, fue construida por presos divididos en 9 destacamentos penales. Uno de los mejores conservados es el Destacamento penal de Bustarviejo, conocido como “Los Barracones”, situado en la Sierra Norte de la Comunidad de Madrid, en las faldas de la Sierra de Guadarrama. El destacamento, estaba a 1,5 km del pueblo de Bustarviejo, construido para 250 prisioneros, alojando de media anual, entre los años 1944 y 1952 del pueblo, a cargo de la empresa contratista Hermanos Nicolás Gómez, que se benefició así de la política de Redención de penas por el trabajo. La construcción del ferrocarril fue una obra de trascendencia nacional, que acabó influyendo en el desarrollo del casco urbano del Norte de Madrid y en la mejora de las comunicaciones en las zonas de la meseta castellanoleonesa.
La construcción de la Presa del Alberche y del Canal Bajo del rio Alberche fue otra obra civil realizada por presos republicanos del Destacamento Penal Presa del Alberche. La construcción sirvió parar irrigar una zona de 10.000 hectáreas en la vega de Talavera de la Reina.
En Asturias se levantaron campos alrededor de las minas para que trabajaran allí los presos. Lo mismo sucedió en las minas de mercurio de Almadén y en las de carbón del País Vasco y de León. También fueron utilizados los presos acogidos a la redención de penas por el trabajo en la construcción de embalses, como los del Pirineo de Huesca o el embalse de Yesa en Zaragoza. Asimismo fueron utilizados en la reconstrucción de pueblos, como el de Belchite, a cargo de la Junta de Regiones Devastadas.